# Casevecchie
Casevecchie település Franciaországban, Haute-Corse megyében. Lakosainak száma 70 fő (2022. január 1.). Casevecchie Aghione, Antisanti és Vezzani községekkel határos.

## Népesség
A település népességének változása:
| Lakosok száma | 91   | 106  | 87   | 65   | 63   | 62   | 67   | 70   | 72   | 70   |
|               | 1968 | 1982 | 1990 | 2006 | 2013 | 2015 | 2017 | 2019 | 2020 | 2022 |